# Manciuria
La Manciuria (AFI: /manˈʧurja/; in mancese ᠮᠠᠨᠵᡠ, Manju; in cinese 满洲S, MǎnzhōuP; in russo Маньчжурия, Man'čžurija) è una regione dell'Asia nord-orientale. Secondo l'interpretazione prevalente essa coincide con il nord-est della Cina e comprende le province dello Heilongjiang, del Jilin e del Liaoning, ma secondo interpretazioni di natura storica e geografica essa si estende anche oltre il fiume Amur, comprendendo anche la parte orientale dell'oblast' dell'Amur, la parte meridionale del territorio di Chabarovsk ed il territorio del Litorale; questi ultimi territori vengono definiti formalmente Manciuria esterna e fanno parte della Federazione Russa, mentre la Manciuria in territorio cinese è denominata Manciuria interna, sebbene spesso solo quest'ultima venga indicata come Manciuria.

## Storia

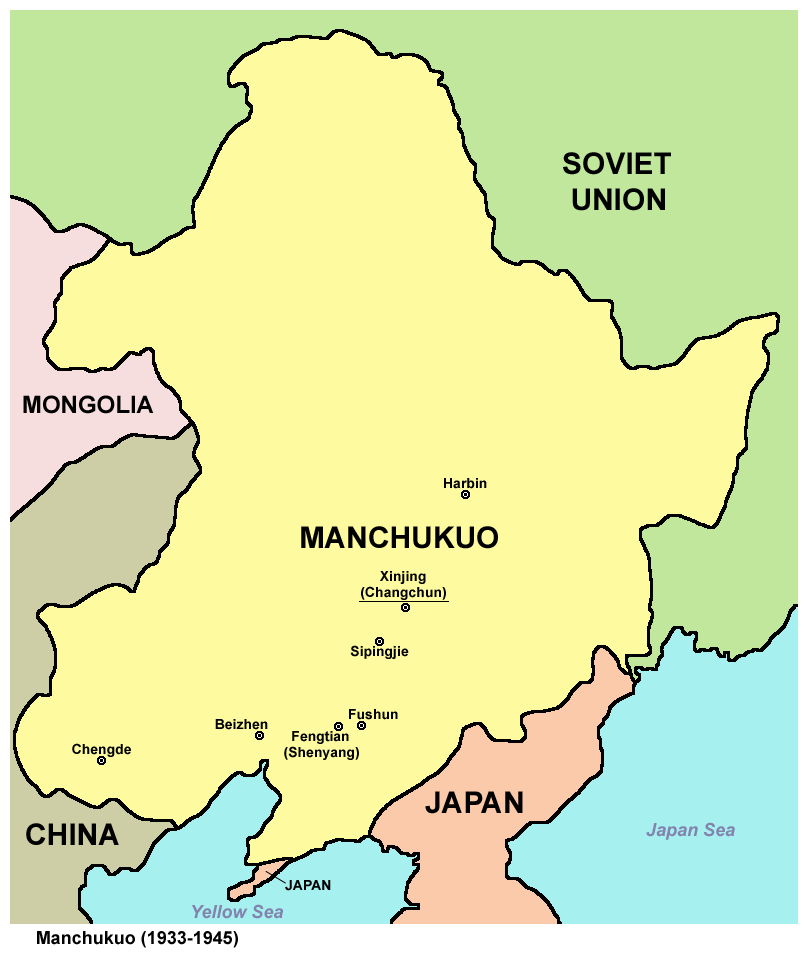
Manchukuo dal 1933 al 1945

Nota per essere la terra dei Manciù, da cui il nome, la Manciuria fu prima abitata da tribù nomadi, per poi divenire parte della Cina con la fondazione della Dinastia Qing nel 1644, di origine mancese. La Manciuria venne contesa dall'Impero russo sin dal 1643, per poi essere occupata in parte dalle truppe zariste nel 1858; tale occupazione venne ufficialmente riconosciuta nel 1860, in uno dei numerosi trattati ineguali che la Cina fu costretta a stipulare con le potenze europee. Da questo momento, la storia della Manciuria diverge tra la Manciuria Esterna (che diventerà sempre più una parte integrante della Russia) e la Manciuria Interna, che resterà nella sfera cinese. La Manciuria Interna, dapprima invasa dai russi nel 1900, subì poi l'invasione dell'Impero giapponese, occupato a espandersi sulla terraferma in cerca di materie prime contro la grave crisi industriale che stava subendo in quegli anni. Russia e Giappone si scontrarono duramente per il controllo della Manciuria, combattendosi nella guerra russo-giapponese (1904-1905).
Dai primi anni del Novecento il Giappone aveva investito ingenti capitali in Manciuria nella costruzione della linea ferroviaria "transmancese" lunga circa 1000 chilometri. Dal 1915, in forza di un trattato fra Cina e Giappone, questo aveva acquistato tutti i privilegi, diritti e proprietà, relativi alla transmancese, ma solo nel 1931 si procedette a un'invasione militare, seguita l'anno dopo dalla creazione di uno stato indipendente, il Manciukuò. Se da una parte il neonato stato era tecnologicamente più avanzato del resto della Cina, dall'altra dovette patire l'occupazione dei nipponici, che lo vedevano più come una propria colonia che come uno stato sovrano alleato. Nel 1945 venne attaccata dall'Unione Sovietica, e dopo la seconda guerra mondiale e la guerra civile cinese la Manciuria Interna divenne parte integrante della Repubblica Popolare Cinese.

## Clima
Il clima si presenta abbastanza fresco e piovoso d'estate ed estremamente rigido in inverno: la temperatura media di una città interna, come Harbin, si aggira intorno ai -20° in gennaio, con minime anche di molto inferiori. Vladivostok, invece, posizionata sull'oceano, è più fresca d'estate e molto meno fredda d'inverno, ma comunque con temperature medie negative.

## Economia
La Manciuria fu la prima regione cinese a conoscere il moderno processo di industrializzazione. Dopo la nascita della Repubblica Popolare Cinese, la Cina nord-orientale continuò a essere la regione più industrializzata del paese. Negli ultimi anni, tuttavia, l'industria pesante su cui questa zona basava la propria economia ha conosciuto una fase di stagnazione, proprio mentre il governo di Pechino prosegue nel processo di privatizzazione e liberalizzazione del mercato. Il governo, comunque, per far fronte al problema, ha varato il programma "rivitalizzare il nord-est".

## Demografia
Le tre province di Heilongjiang, Jilin e Liaoning hanno una popolazione totale pari a 107.400.001 persone. Gran parte degli abitanti appartiene all'etnia Han. I manciù, pur rappresentando ancora una minoranza significativa, sono stati completamente assimilati nell'etnia Han. Molti cinesi Han che abitano la Cina nord-orientale, tuttavia, possono a buon diritto rivendicare una parziale origine manciù. Vi sono infine minoranze mongole e coreane. La Manciuria esterna è molto meno densamente popolata, e nel 2002 aveva una popolazione di circa 4,5 milioni di abitanti.

## Lingua
La lingua originaria della Manciuria, definita lingua mancese o lingua manciù, è prossima all'estinzione.